# Redwood Bank Pacific Coast Championships
Il Redwood Bank Pacific Coast Championships è stato un torneo di tennis facente parte del World Championship Tennis giocato nel 1972 sui campi in cemento all'aperto di Alamo negli USA.

## Albo d'oro

### Singolare
| Anno | Vincitore     | Finalista      | Punteggio     |
| ---- | ------------- | -------------- | ------------- |
| 1972 | John Newcombe | Cliff Drysdale | 6–1, 6–1, 7–5 |

### Doppio
| Anno | Vincitori               | Finalisti                      | Punteggio |
| ---- | ----------------------- | ------------------------------ | --------- |
| 1972 | Tom Okker Marty Riessen | Ismail El Shafei Brian Fairlie | 7–6, 6–4  |